# Black Eyed Peas
Black Eyed Peas (транскр.  Блек ајд пиз), познат и као The Black Eyed Peas, америчка је хип-хоп музичка група из Лос Анђелеса. Групу чине Вил-Ај-Ем (енгл. Will.I.Am), Апл-Де-Ап (енгл. Apl.De.Ap) и Табу (енгл. Taboo), док ју је некад чинила и Ферги (енгл. Fergie) која је заменила Ким Хил (енгл. Kim Hill). Прославили су се 2003. албумом Elephunk који је од њих преко ноћи направио светске звезде. Продали су преко 80 милиона плоча, што их чини једном од најпродаванијих музичких група икада.

## Музичка каријера

### 1995—2000:и
Првобитну поставу бенда чинили су Вил Ај Ем, Апл Де Ап, Табу и соул певачица Ким Хил, која је била пратећи вокал на прва два албума. Деби албум  објављен је 1998. након потписивања уговора са издавачком кућом Interscope Records. Други албум, Bridging the Gap, издат је током 2000. али се као и претходни албум лоше котирао на топ-листама. У међувремену, Ким Хил је напустила групу.

### 2001—2004:
Бенд је у потрази за певачицом понудио место у групи Никол Шерцингер која је тада певала у поп групи Eden's Crush, али је она била приморана да их одбије с обзиром да је била везана уговором за свој бенд. Никол је касније изградила светску каријеру певајући у популарном поп бенду Pussycat Dolls. Као алтернатива Никол појавила се Стејси Фергусон, познатија као Ферги, која се 2003. придружила бенду.
Производ њихове сарадње је албум објављен средином 2003. године под називом Elephunk. Водећи сингл са албума, „Where Is the Love“ урађен је заједно са Џастином Тимберлејком постајући први велики хит групе. Песма је достигла 8. место на Билборд хот 100 листи, али се у већини земаља попела на сам врх топ-листа. У Уједињеном Краљевству је била најпродаванији сингл 2003. године, док се у Аустралији 6 недеља задржала на првом месту. Табу је касније у једном интервјуу изјавио да је Џастинов раскид са Бритни Спирс доста утицао на снимање песме.
Са албума се као други сингл издвојила подједнако успешна песма „Shut Up“ која је достигла прво место у Аустралији, Француској, Немачкој, Јапану и многим другим земљама. Тада је већ постало очигледно да је албум веома успешно прошао код публике достижући златни и платинасти тираж у САД, УК, Немачкој и другим земљама.
Трећи сингл, „Hey Mama“, мало се разликовао од верзије са албума, али га то није спречило да уђе у топ 5 у Аустралији, топ 10 у УК, Немачкој и још неким европским земљама, док је у САД достигао 23. позицију.
Песма „Let's Get Retarded“ је прерађена постајући четврти сингл са албума под називом „Let's Get It Started“. Такође, песма је коришћена као рекламни спот за доигравање НБА лиге 2004. године. Сингл је у већини земаља ушао у топ 20. У споту за песму се појављује и Карлос Сантана. Песма је групи донела прву Греми награду, а након тога снимљена је и посебна верзија ове, као и још неколико других песама са албума за посебну верзију видео игре The Sims за конзоле.
Током 2004. група је одржала турнеју по САД, Европи и неколико градова Африке.

### 2004—2007:
Следећи албум објављен је јуна 2005. под називом Monkey Business. „Don't Phunk with My Heart“, водећи сингл са албума, попео со до 3. места на америчкој Билборд хот 100 листи, а у већини осталих земаља ушао је у топ 10. (у Аустралији и Новом Зеланду достигао је 1. место). Група је са тим синглом освојила другу Греми награду, поново за „Најбоље реп извођење дуета или групе“. На неким радио-станицама појавила се и алтернативна верзија песме названа „Don't Mess with My Heart“.
„Don't Lie“, други сингл са албума, различито се котирао на топ-листама, док је трећи сингл, „My Humps“, веома брзо достигао комерцијални успех. Упркос провокативним стиховима песма је достигла 1. месту у Аустралији, 2. у САД и 3. у Великој Британији и освојила Греми награду. Четврти сингл „Pump It“ уједно је најлошије пласирани сингл са албума у САД, вероватно због тога што је у време када је објављен „My Humps“ још увек био високо на топ-листама, као и због чињенице да је издат након песме „Beep“ групе Pussycat Dolls на којој Вил Ај Ем гостује. Ипак, сингл је далеко боље прошао у осталим земљама.
На јесен 2005. група је заједно са Гвен Стефани кренула на светску турнеју посећујући многе метрополе, попут Рио де Женеира (где је укупно милион људи присуствоало на концерту) или Лондона.
Године 2006. објављују албум са ремикс песмама, а након тога чланови групе посвећују се соло каријерама. Вил Ај Ем је сарађивао са популарним колегама попут Мајкла Џексона, Џастина Тиберлејка или Нели Фуртадо. Ферги је објавила деби албум The Dutchess који је доживео велики комерцијални успех и са кога се издвојило чак седам синглова. 2007. The Black Eyed Peas су одржали серију концерата које је спонзорисао Пепси.

### 2009—2010:
Пети студијски албум The E.N.D. („The Energy Never Dies“) објављен је јуна 2009. Иако је албум био мало више оријентисан електронској музици, за разлику од хип-хоп/ритам и блуз претходника, одлично је прошао код фанова. Албум је продат у 304.000 копија већ у првој недељи и укупно је провео чак 38 недеља на топ 200 Билборд листи албума. Уједно је и седми најпродаванији албум у САД 2009. године, као и најпродаванији албум 2010. у Европи.
„Boom Boom Pow“ је први сингл групе који је доспео на прво место Билборд хот 100 листе, где је остао 12 недеља. Песма се такође нашла и на првом месту топ-листа Аустралије, Канаде и Велике Британије. Песма држи рекорд по највећем броју даунлодованих копија у првој недељи неке групе икада.
Други званични сингл „I Gotta Feeling“ продуцирао је Давид Гета, а песма је поновила успех претходног сингла, дебитујући на друго место Билборд хот 100 листе одмах иза „Boom Boom Pow“, касније и престижући га. Сингл је на првом место остао 14 недеља, обарајући рекорд по највећем узастопном броју недеља која је нека група провела на врху листе. Песма је номинована за Греми за најбољи сингл године и освојила Греми за најбоље извођење дуета или групе на 52. додели Греми награда. Песма важи за једну од најпопуларнијих у историји музике.
Трећи сингл је балада „Meet Me Halfway“. Попео се на прво место топ-листа у Аустралији и УК, док је у САД достигао 7. позицију.
Након тога објављен је десетоминутни заједнички спот за песме „Imma Be“ и „Rock That Body“ под називом „Imma Be Rocking That Body“. 
„Imma Be“ достигао је 1. место Билборд хот 100 листе доке се „Rock That Body“ попео до 9. места.
Након тога уследила је турнеја. Група је наступила на концерту непосредно пре почетка Светског првенства у фудбалу 2010. који је видело око 700 милиона људи широм света што је уједно и највећи догађај на коме је група наступила.

### 2010—данас:
Шести студијски албум  објављен је 26. новембра 2010. Уједно је најслабије продаванији албум откако се Ферги придружила групи. Албум је дебитовао на 6. месту Билборд 200 листе и добио је углавном осредње критике.
Водећи сингл, „The Time (Dirty Bit)“, објављен је 9. новембра 2010. Достигао је 4. место на Билборд хот 100 листи, прво у УК и Аустралији и пласирајући се у топ 5 у многим другим земљама. Спот за песму има преко 160 милиона прегледа на Јутјубу и уједно је најгледанији спот групе. У свету песма је продата у преко 7,3 милиона копија, 8. најпродаванија у 2011.
Други сингл „Just Can't Get Enough“ објављен је 18. фебруара. Музички видео премијерно је приказан 16. марта а био је сниман у Токију само недељу дана пре разорног земљотреса. Сингл је достигао 3. место на Билборд хот 100 листи, УК и Аустралији, као и улазећи у топ 5 у многим другим земљама.
Дана 6. фебруара Писовци су наступали на полувремену 45. Супербоула придружујући се легендарним колегама попут The Who, Пол Макартнија, U-2, Мајкла Џексона и других.
Трећи сингл „Don't Stop the Party“ је најлошије пласирани сингл групе у САД достижући тек 86. место. Песма је успела да уђе у топ 20 у Аустралији, Бразилу, Француској и Грчкој.
Група ће након промоције албума отићи на неодређену паузу.
Black Eyed Peas учествовали су на 24. ЕГЗИТ фестивалу у Новом Саду .

## Чланови
Садашњи
- Вил-Ај-Ем (1995—2011; 2015—данас)
- Апл-Де-Ап (1995—2011; 2015—данас)
- Табу (1995—2011; 2015—данас)

Бивши
- Ким Хил (1995—2002)
- Ферги (2003—2011; 2015—2018)

## Дискографија
- Behind the Front (1998)
- Bridging the Gap (2000)
- Elephunk (2003)
- Monkey Business (2005)
- The E.N.D. (2009)
- The Beginning (2010)
- Masters of the Sun Vol. 1 (2018)
- Translation (2020)
- Elevation (2022)